# Амбиорикс
Амбиорикс (Ambiorix) — соправитель племени эбуронов, прославившийся своим сопротивлением римскому полководцу Юлию Цезарю, полководец сам увековечил имя варвара в своих «Записках о Галльской войне». В XIX веке Амбиорикс стал национальным героем Бельгии.
В 57 году до н. э. Юлий Цезарь захватил Галлию, а также территорию современных Бельгии и Нидерландов (до реки Рейн). В этих местах жило несколько враждовавших между собой племён. Правителями эбуронов были Амбиорикс и Катуволк. В 54 году до н. э. войскам Цезаря потребовалось больше провианта, и местным племенам пришлось отдать часть своего, в тот год скудного, урожая. Это вызвало недовольство эбуронов, и Цезарь приказал поставить лагеря возле поселений варваров, чтобы следить за доставкой провианта.
Это привело к восстанию эбуронов. Однако, осознав возможности противника, лидеры эбуронов пошли на хитрость. Они убедили римских военачальников в своей лояльности и предупредили о якобы готовящемся нападении германцев из-за Рейна. Римляне решили перегруппироваться, чтобы встретить врага. В этом походе эбуроны застигли римские войска врасплох и вырезали один легион и пять когорт — около восьми тысяч воинов.
Месть Цезаря была ужасной. Около 50 тысяч римских солдат и привлечённые на их сторону соседние варварские племена разоряли местность, после чего племя эбуронов исчезло навсегда. Считается, что сам Амбиорикс со своими приближёнными смог выжить и скрылся за Рейном.